# Allarete
Allarete is een muggengeslacht uit de familie van de galmuggen (Cecidomyiidae).

## Soorten
- A. barberi (Felt, 1908)
- A. vernalis (Felt, 1908)